# Sân bay khu vực Maringá
Sân bay khu vực Maringá (mã sân bay IATA: MGF, mã sân bay ICAO: MG) là một sân bay phục vụ Maringá, Brasil. Năm 2011, sân bay này đã phục vụ 677.264 lượt khách.
Sân bay được đặt tên theo Sílvio Tên Júnior (1967-2000), một doanh nhân và chính trị địa phương đã tử nạn một tai nạn máy bay. 
Sân bay được điều hành bởi Terminais Aéreos de Maringá - SBMG, một cơ quan giao thông bán độc lập của Maringá, gián tiếp liên quan đến Khu tự quản Maringá, và dưới sự giám sát của Aeroportos do Paraná (SEIL).